# Karlheinz Georgi

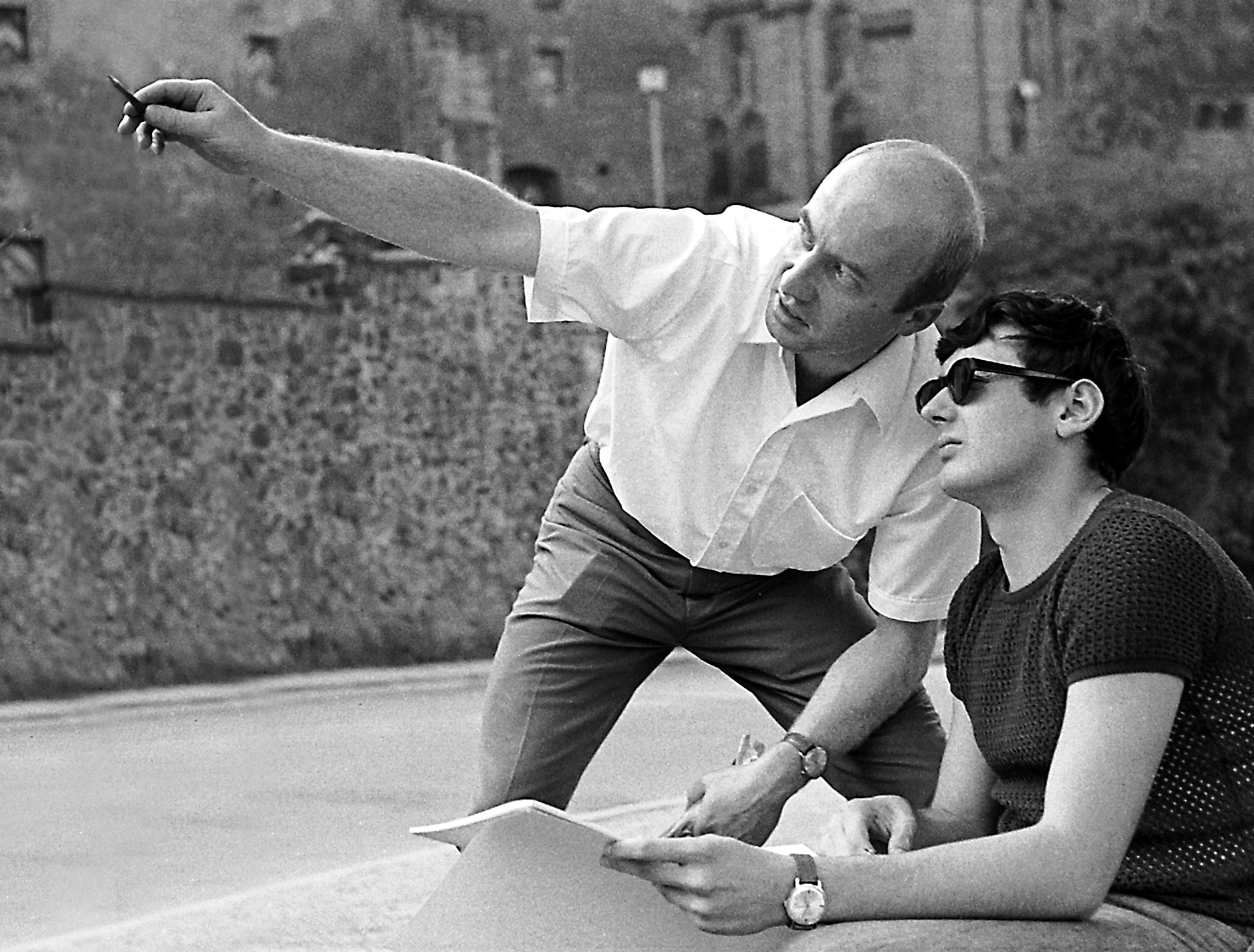
Karlheinz Georgi unterweist einen Architekturstudenten im Freihandzeichnen. Foto Jörg Blobelt, 1970 in Görlitz.

Karlheinz Georgi (* 16. April 1934 in Oberhohndorf; † 8. April 2019 in Dresden) war ein deutscher Maler und Hochschullehrer für Malerei, Farbgestaltung, Freihandzeichnen und elementares Gestalten an der Fakultät Architektur der Technischen Universität Dresden.

## Leben

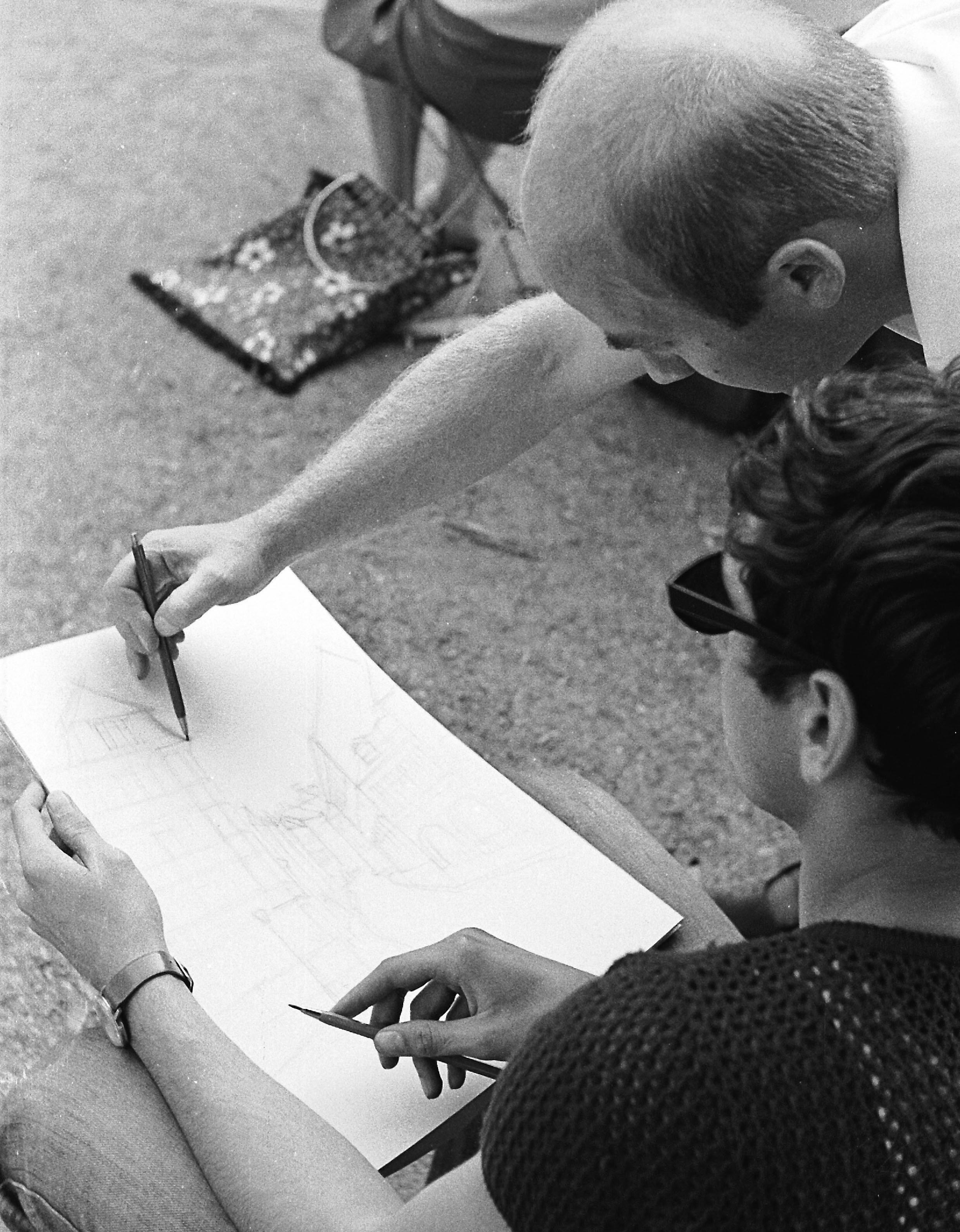
Dto.

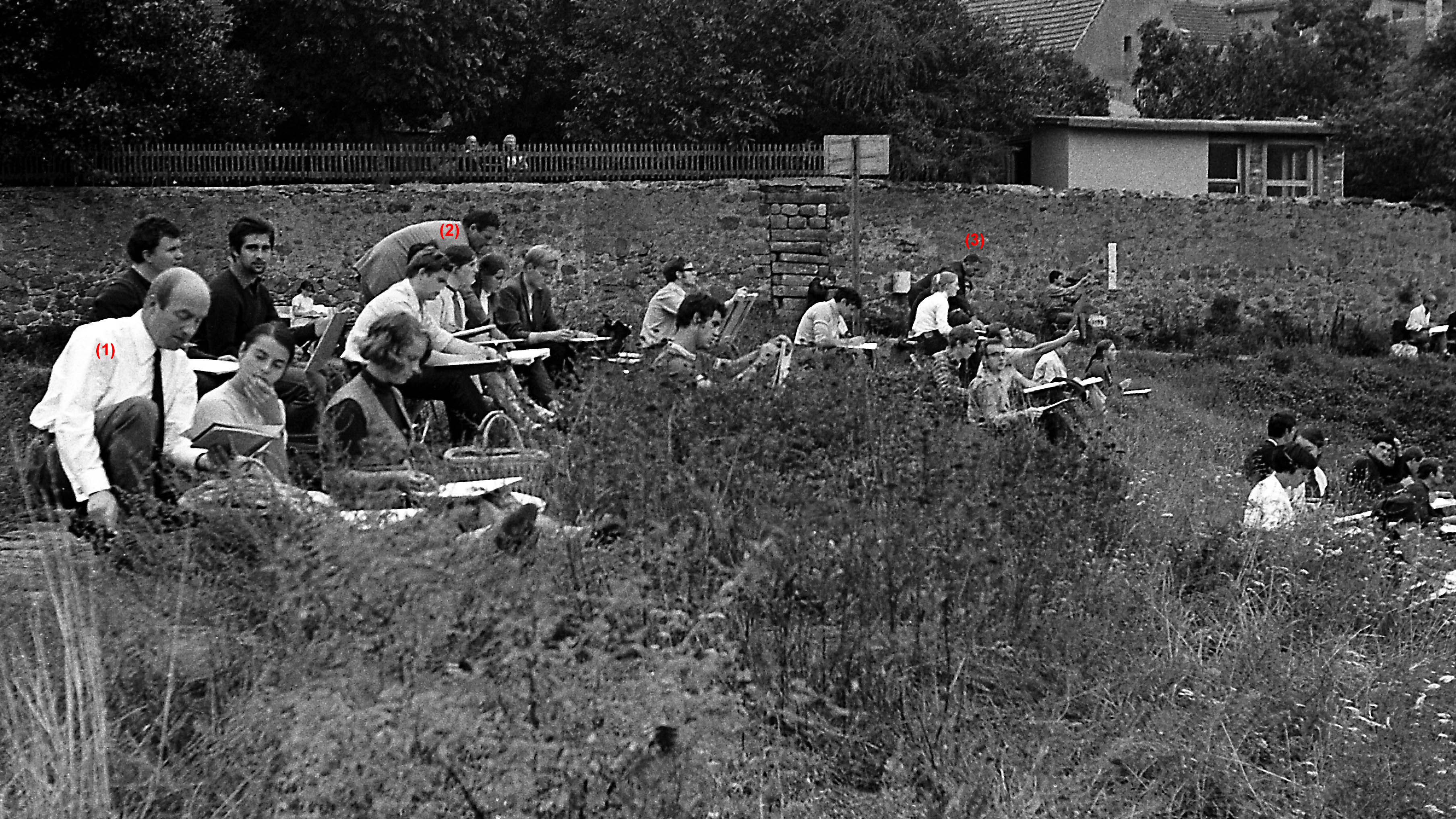
1970 Meißen: Zeichenexkursion der Architekturstudenten des Jahrganges 1969 der TU Dresden. Motiv ist die Albrechtsburg. Es korrigieren die Dozenten Karlheinz Georgi (1) v.l., Helmut Heinze (2) und Wilhelm Landgraf (3) Foto: Jörg Blobelt, 1970 Meißen.

Karlheinz Georgi wurde am 16. April 1934 in Oberhohndorf bei Zwickau in einer Arbeiterfamilie geboren. Von 1940 bis 1948 besuchte Karlheinz Georgi die Volksschule, im Anschluss die Oberschule in Zwickau, an der er 1952 das Abitur ablegte. In dieser Zeit widmete er sich bereits der Bildenden Kunst. So besuchte er von 1949 bis 1952 Abendkurse in der Mal- und Zeichenschule (MuZ) von Tatjana Lietz und Horst Michel in Zwickau. Die dort erworbenen Grundlagen kamen ihm bei seinem Architekturstudium an der Technischen Hochschule Dresden, an der er 1958 als diplomierter Architekt abschloss, zugute. Während seiner Studienzeit engagierte er sich früh als Hilfs-, später als Assistent unter Georg Nerlich im Fach Malen und Zeichnen an der Sektion Architektur. Von der Lehre seines Professors inspiriert, entwickelte sich Karlheinz Georgi schon bald selbst zum Lehrbeauftragten für Malerei und Farbgestaltung; 1967 für das Freihandzeichnen und das elementare Gestalten. Neben seiner Berufung 1968 zum Mitglied des Beirates für bildende Kunst an der Technischen Universität Dresden nahm er hier maßgeblich Einfluss auf Ausstellungen und Leistungsschauen von Architektur und Bildender Kunst. 1973 studierte Georgi postgradual bei Gottfried Bammes an der Hochschule für Bildende Künste Dresden, Malerei und Grafik. Nach seiner Promotion 1978 zum Dr.-Ing. an der TU Dresden zum Thema „Wechselwirkung zwischen Architektur und Bildender Kunst“, erhielt er 1981 die Facultas Docendi für Architektur. Seine Berufungen zum außerordentlichen Hochschuldozenten für Freihandzeichnen und Architekturdarstellungen 1986, folgten 1990 die zum außerordentlichen Professor dto. und 1992 zum Professor für Darstellungslehre an der Technischen Universität Dresden. Nach seiner Emeritierung im Jahr 2000, widmete sich Karlheinz Georgi nur noch der Arbeit als freischaffender Maler und Grafiker.

## Werk
Karlheinz Georgi hinterließ in seiner Zeit als freischaffender Maler und Grafiker ein aus mehreren Hundert Einzelarbeiten bestehendes Œuvre aus Malereien, Zeichnungen und Druckgrafiken, die geometrische und konstruktivistische Elemente einbeziehen. Die Abstraktion von Landschaft und Natur wird in Kombination mit unterschiedlichen mal- und drucktechnischen Verfahren kombiniert und als bildnerisches Mittel eingesetzt. Zeichnungen dominieren neben Druckcollagen, Kombinationsdrucke und Montagedrucke sein Werk.

## Ausstellungen
Einzelausstellungen:
- 1975: Kleine Galerie im Karl-Liebknecht-Haus (Stadthalle), Meerane
- 1984: Kleine Galerie im Toepler-Bau der TU Dresden
- 1991: Galerie-Theater, Wolfsburg
- 1999: Zentrum für Zeitgenössische Musik, Dresden
- 2001: Galerie Martinshof, Rothenburg/Neiße
- 2003: Galerie Sillack, Dresden
- 2003: TK Dresden Campus, Dresden
- 2005: Gemeindehaus der Heilig-Geist-Kirche, Dresden
- 2007: Evangelische Akademie, Meißen
- 2008: Regionalbüro MdL Dr. Gerstenberger, Dresden
- 2011: Galerie K. Westend, Dresden
- 2012: Zahnarztpraxis Reuter und Wache, Dresden
- 2012: Kreuzkirche Dresden, Kunstdienst der Ev.-Luth. Landeskirche Sachsen
- 2014: Galerie am Blauen Wunder, Dresden
- 2014: Galerie Weltecho, Chemnitz
- 2014: Galerie K. Westend, Dresden
- 2018: Galerie Borssenanger, Chemnitz
- 2018: Haus der Architekten, Dresden[8]

Baugebundene Arbeiten:
- 1960: Wandfries Polytechnische Oberschule, Gräfentonna/Bad Langensalza
- 1963: Wandgestaltung Studentenwohnheime Leningrader Straße, Dresden
- 1964: Keramische Mosaikverkleidung Pädagogische Hochschule, Dresden
- 1965: Betonrelief Landtechnisches Forschungsinstitut, Potsdam-Bornin
- 1978: Wandgestaltung „Cafe Borsberg“, Dresden
- 1980: Neunteiliges Tafelwerk „Neue Mensa der TU Dresden“
- 1982: Wandgestaltung Rathaus Großenhain
- 1986–1990: Entwürfe für Orgelprospekte für Eule Orgelbau, Bautzen für Kirchen in Dresden, Zittau, Görlitz, Löbau, Neuhaus am Schliersee, Warschau,  Bonn-Holzar u. a.
- 2005: Wandgestaltung Geschäftsräume WoBa Striesen, Dresden
- 2011: Gestaltung eines Kirchenfensters Wehrkirche Großschirma[9]